# Upday
 (avril 2023).
La mise en forme du texte ne suit pas les recommandations de Wikipédia : il faut le « wikifier ».
Les points d'amélioration suivants sont les cas les plus fréquents :
- Les titres sont pré-formatés par le logiciel. Ils ne sont ni en capitales, ni en gras.
- Le texte ne doit pas être écrit en capitales (les noms de famille non plus), ni en gras, ni en italique, ni en « petit »…
- Le gras n'est utilisé que pour surligner le titre de l'article dans l'introduction, une seule fois.
- L'italique est rarement utilisé : mots en langue étrangère, titres d'œuvres, noms de bateaux, etc.
- Les citations ne sont pas en italique mais en corps de texte normal. Elles sont entourées par des guillemets français : « et ».
- Les listes à puces sont à éviter, des paragraphes rédigés étant largement préférés. Les tableaux sont à réserver à la présentation de données structurées (résultats, etc.).
- Les appels de note de bas de page (petits chiffres en exposant, introduits par l'outil «  Source ») sont à placer entre la fin de phrase et le point final[comme ça].
- Les liens internes (vers d'autres articles de Wikipédia) sont à choisir avec parcimonie. Créez des liens vers des articles approfondissant le sujet. Les termes génériques sans rapport avec le sujet sont à éviter, ainsi que les répétitions de liens vers un même terme.
- Les liens externes sont à placer uniquement dans une section « Liens externes », à la fin de l'article. Ces liens sont à choisir avec parcimonie suivant les règles définies. Si un lien sert de source à l'article, son insertion dans le texte est à faire par les notes de bas de page.
- La présentation des références doit suivre les conventions bibliographiques. Il est recommandé d'utiliser les modèles {{Ouvrage}}, {{Chapitre}}, {{Article}}, {{Lien web}} et/ou {{Bibliographie}}. Le mode d'édition visuel peut mettre en forme automatiquement les références.
- Insérer une infobox (cadre d'informations à droite) n'est pas obligatoire pour parachever la mise en page.

Pour une aide détaillée, merci de consulter Aide:Wikification.
Si vous pensez que ces points ont été résolus, vous pouvez retirer ce bandeau et améliorer la mise en forme d'un autre article.
Upday, communément stylisé upday, est un média spécialisé dans l’agrégation et la rédaction d’informations à destination des utilisateurs de smartphones. Sa naissance est le fruit d’un partenariat stratégique entre Axel Springer SE et Samsung. Le siège social de SAMAS upday Investment GmbH, dans lequel upday est intégré, se trouve à Berlin.

## Histoire
Fondée en septembre 2015, upday est née d'un partenariat entre Axel Springer et Samsung Electronics,. L’application a été officiellement lancée en mars 2016, directement pré-installée sur les Samsung Galaxy S7. Au départ, upday recueillait des informations auprès de 1 200 éditeurs d'information partout en Europe, tels que The Daily Telegraph, BBC News, France Info, Le Parisien, Der Spiegel. En février 2017, upday comptait déjà 8 millions d'utilisateurs uniques par mois. Initialement disponible en Allemagne, France, Pologne et au Royaume-Uni, elle est déployée dans de nouveaux pays en Europe lors de la sortie du nouveau Samsung Galaxy S8, le 28 avril 2017,.
En 2019, le chef de produit Jan-Eric Peters annonce prendre un congé sabbatique de 13 mois. En 2020, il a été annoncé qu'il ne reprendrait pas son poste, le poste de directeur général adjoint étant occupé par Thomas Hirsch,. 
Avec la sortie du Samsung Galaxy S20 en mars 2020, l'offre est étendue à 18 pays supplémentaires, principalement en Europe de l'Est. Les nouveaux pays sont notamment République tchèque, Croatie, Serbie, Estonie, Hongrie, Bulgarie, Roumanie et Grèce. En mai 2020, une branche affiliée a été lancée avec Upday's Choice pour exploiter le commerce en ligne.
En mai 2020, upday lance upday’s Choice, une branche affiliée pour capitaliser sur le secteur du commerce en ligne. Depuis la fin de l'exclusivité avec Samsung en avril 2021, l’application upday peut être téléchargée sur n'importe quel smartphone avec un système d'exploitation Android. De plus, une version mise à jour pour le système d'exploitation iOS d'Apple a également été introduite en juin 2021, ce qui signifie que la mise à jour est désormais disponible sur tous les systèmes d'exploitation courants,.
upday est aujourd’hui une application majeure avec plus de 25 millions d’utilisateurs actifs par mois dans 34 pays à travers 8 hubs, dont la France,.
Depuis 2021, upday, en collaboration avec Poool, a développé un parcours dédié à ses lecteurs pour qu’ils aient accès gratuitement chaque mois à un nombre donné d’articles abonnés de médias partenaires. Depuis 2022, upday France relaie notamment des podcasts grâce à son partenariat avec Bababam dans le but de proposer plus de contenus premium à ses abonnés.

## Application mobile
upday est une application d'actualité avec un mélange de contenu rédigé par des journalistes au sein de la rédaction d’upday et d’articles sourcés parmi des éditeurs choisis par la rédaction.
Les informations au sein d’upday sont présentées à travers deux sections d'actualité différentes. La première est la section « Top News », on y retrouve les informations du jour sélectionnées par les journalistes de la rédaction. La section « Mes actualités » propose une offre d'actualités personnalisée, basée sur un algorithme, qui tient compte de vos centres d'intérêt et de vos habitudes de lecture. Fin 2022, upday France devient également un éditeur d’information et peut compter sur une rédaction d’une dizaine de journalistes.